# Le Mesnil
Le Mesnil är en kommun i departementet Manche i regionen Normandie i norra Frankrike. Kommunen ligger i kantonen Barneville-Carteret som tillhör arrondissementet Cherbourg. År 2022 hade Le Mesnil 204 invånare.

## Befolkningsutveckling
Antalet invånare i kommunen Le Mesnil
| Referens: INSEE |